# 吳其貴
吳其貴（1579年—？年），字偉爵，號儼五，廣東省韶州府英德縣人，民籍。

## 生平
己卯三月初六日生，行一，治《書經》，由廩生中式癸卯鄉試六十六名舉人，年三十一歲中式萬曆三十八年庚戌科會試二百三十六名，第三甲第五十九名進士。戶部觀政，授浙江嘉興府秀水縣知縣，丁憂，起復補任福建邵武縣知縣。

## 家族
曾祖吳瑾，鄉賢；祖吳世榮；父吳紀；母陳氏。妻張氏，弟其賢；其贊；其貫；其實。子藩藻。